# Municipio de Darysaw
El municipio de Darysaw (en inglés: Darysaw Township) es un municipio ubicado en el condado de Grant en el estado estadounidense de Arkansas. En el año 2010 tenía una población de 841 habitantes y una densidad poblacional de 5 personas por km².

## Geografía
El municipio de Darysaw se encuentra ubicado en las coordenadas 34°13′51″N 92°17′26″O / 34.23083, -92.29056. Según la Oficina del Censo de los Estados Unidos, el municipio tiene una superficie total de 168.34 km², de la cual 168,28 km² corresponden a tierra firme y (0,03 %) 0,06 km² es agua.

## Demografía
Según el censo de 2010, había 841 personas residiendo en el municipio de Darysaw. La densidad de población era de 5 hab./km². De los 841 habitantes, el municipio de Darysaw estaba compuesto por el 78,95 % blancos, el 19,38 % eran afroamericanos, el 0,24 % eran amerindios, el 0,71 % eran de otras razas y el 0,71 % eran de una mezcla de razas. Del total de la población el 1,07 % eran hispanos o latinos de cualquier raza.